# Damita Jo
A Damita Jo című album Janet Jackson amerikai énekesnő tizenegyedik albuma és nyolcadik stúdióalbuma. Az albumcím Janet középső nevéből ered.

## Fogadtatása
Az album Jackson korábbi albumaihoz képest nem volt sikeres, annak ellenére, hogy az Egyesült Államokban az első héten kb. 381 000 példány kelt el belőle, ezzel a 2. helyen nyitott a Billboard 200 albumslágerlistán, és 2004 májusának végére már platinalemez lett. A kritikusok többsége az album viszonylagos sikertelenségéért a dalok túlfűtött erotikus tartalmát okolta, valamint az album megjelenése előtt egy hónappal történt Super Bowl-botrányt, amikor Justin Timberlake letépte Janet melltartóját.
Az album dalait nem nagyon játszották a rádiók, de a Billboard Hot R&B/Hip-Hop Songs és Hot Dance Club Play slágerlistákon sikeresek voltak; az R&B-listán az I Want You című nosztalgikus ballada, melynek Kanye West a producere, a 18. helyig jutott és platinalemez lett, a Prince-hatású Just a Little While és a gyors tempójú All Nite (Don’t Stop) listavezető lett a Hot Dance Club Play listán. Az utolsó kislemez, az R&B Junkie csak a Bubbling Under R&B/Hip-Hop Singles listán lett első (ez kb. a Billboard Hot 100 lista 101. helyének felel meg), az elégtelen promóció miatt.
Világszerte az albumból 2,4 millió példány kelt el.
Az albumot két Grammy-díjra jelölték a 47. Grammy-díjkiosztón 2005-ben, közte az év R&B-albumának járóra is. (Ez volt Janet harmadik albuma, amit jelöltek az év albuma kategóriában, a Control és az All for You után.) Az I Want You című dal szintén kapott egy jelölést.

## Számlista
Az album megjelent cenzúrázott változatban is (clean edition), ezen a szókimondó szövegeket kihagyták, az erősen szexuális töltetű Warmth és Moist számokat lehagyták, a Sexhibitiont pedig Exhibitionra nevezték át.
A japán kiadáson két bónuszdal szerepel, közülük a Put Your Hands On a világ többi részén az All Nite (Don’t Stop)/I Want You kislemezen volt kapható.
| #              | Cím                       | Szerzők | Hossz |
| -------------- | ------------------------- | --- | ----- |
| 1.             | Looking for Love          | Janet Jackson, David Ritz, Fabrice Dumont, Christophe Hetier, Stephan Haeri                                           | 1:29  |
| 2.             | Damita Jo                 | Jackson, James Harris III, Terry Lewis, Bobby Ross Avila, Issiah J. Avila                                             | 2:45  |
| 3.             | Sexhibition               | Jackson, Dallas Austin, Gregory „Ruckus” Andrews                                                                      | 2:29  |
| 4.             | Strawberry Bounce         | Jackson, Kanye West, Harris, Lewis, Tony „Prof T” Tolbert, Shawn Carter, Irving Lorenzo, Jeffrey Atkins, Rob Mays     | 3:10  |
| 5.             | My Baby                   | West, Jackson, Sean Garrett, Joni-Ayanna Portee                                                                       | 4:17  |
| 6.             | The Islands               | Jackson, Harris, Lewis                                                                                                | 0:39  |
| 7.             | Spending Time with You    | Jackson, Harris, Lewis, Avila, Avila                                                                                  | 4:14  |
| 8.             | Magic Hour                | Jackson, Harris, Lewis                                                                                                | 0:23  |
| 9.             | Island Life               | Jackson, Scott Storch, Cathy Dennis                                                                                   | 3:53  |
| 10.            | All Nite (Don’t Stop)     | Jackson, Harris, Lewis, Tolbert, Anders „Bag” Bagge, Arnthor Birgisson, Herbie Hancock, Paul Jackson, Melvin M. Ragin | 3:26  |
| 11.            | R&B Junkie                | Jackson, Harris, Lewis, Tolbert, Michael Jones, Nicholas Trevisick                                                    | 3:10  |
| 12.            | I Want You                | Harold Lilly, Kanye West, Burt Bacharach, Hal David, John Stephens                                                    | 4:12  |
| 13.            | Like You Don’t Love Me    | Jackson, Harris, Lewis, Avila, Avila                                                                                  | 3:39  |
| 14.            | Thinkin’ ‘Bout My Ex      | Tanya White, Babyface, Andy Cramer                                                                                    | 4:33  |
| 15.            | Warmth                    | Jackson, Harris, Lewis, Dana Stinson, Tolbert                                                                         | 3:44  |
| 16.            | Moist                     | Jackson, Harris, Lewis, Avila, Avila, Tolbert                                                                         | 4:54  |
| 17.            | It All Comes Down to Love | Jackson, Harris, Lewis                                                                                                | 0:38  |
| 18.            | Truly                     | Jackson, Harris, Lewis                                                                                                | 3:58  |
| 19.            | The One                   | Jackson, Harris, Lewis                                                                                                | 1:01  |
| 20.            | SloLove                   | Jackson, Shelly Poole, Tommy Danvers, Bagge, Birgisson                                                                | 3:44  |
| 21.            | Country                   | Jackson, Harris, Lewis                                                                                                | 0:30  |
| 22.            | Just a Little While       | Jackson, Austin | 4:13  |
| Japán változat |                           | |       |
| 23.            | I’m Here                  | Jackson, Bagge, Birgisson, Dennis                                                                                     | 4:16  |
| 24.            | Put Your Hands On         | Jackson, Karen Poole, Bagge, Birgisson, Edward Fletcher, Sylvia Robinson, Melvin Glover, Clifton Chase                | 3:56  |

### Argentin promóváltozat
Argentínában az album csak ezer példányban jelent meg; ezen némelyik köztes szöveget külön számoztak. Ezek szerepelnek a többi kiadáson is, de nincsenek leválasztva a számokról.
1. Looking for Love
2. Damita Jo
3. Play
4. Sexhibition
5. Relax
6. Strawberry Bounce
7. My Baby
8. The Islands
9. Spending Time with You
10. Magic Hour
11. Island Life
12. All Nite (Don’t Stop)
13. R&B Junkie
14. Slow It Down
15. I Want You
16. Music
17. Like You Don’t Love Me
18. Another Side
19. Thinkin’ ‘Bout My Ex
20. Who You Think It Is
21. Warmth
22. Rain
23. Moist
24. It All Comes Down to Love
25. Truly
26. The One
27. SloLove
28. Country
29. Just a Little While

## Kiadatlan számok
- (Let Me) Put It on You (feat. Bad Luck) (Janet Jackson, Rich Harrison), 3:50 – kiszivárgott az internetre
- Love Me (producer: Just Blaze), 4:18 – a Just a Little While eredeti változata; ismert Love Me for a Little While címen is
- Could This Be Love, 4:19 – kiszivárgott az internetre
- Pops Up! (Janet Jackson, Rich Harrison), 3:04 – bakelitlemezen később megjelent
- Ruff (Janet Jackson)

## Kislemezek
- Just a Little While (2004)
- I Want You (2004)
- All Nite (Don’t Stop) (2004)
- R&B Junkie (2004)

## Helyezések
| Slágerlista (2004)                   | Legfelső helyezés | Minősítés    | Eladások  |
| ------------------------------------ | ----------------- | ------------ | --------- |
| USA Billboard 200                    | 2                 | Platinalemez | 997 000   |
| USA Billboard Top R&B/Hip-Hop Albums | 2                 | Platinalemez | 997 000   |
| USA Billboard Top Internet Albums    | 2                 | Platinalemez | 997 000   |
| USA Billboard Comprehensive Albums   | 2                 | Platinalemez | 997 000   |
| Ausztrál ARIA albumslágerlista       | 18                |              |           |
| Belga Ultratop albumslágerlista      | 33                |              |           |
| Brazil albumslágerlista              | 36                |              |           |
| Brit albumslágerlista                | 32                | Ezüstlemez   | 60 000    |
| Dán albumslágerlista                 | 34                |              |           |
| Francia albumslágerlista             | 35                |              |           |
| Holland MegaCharts albumslágerlista  | 23                |              |           |
| Ír albumslágerlista                  | 72                |              |           |
| Japán Oricon albumslágerlista        | 10                |              | 40 400    |
| Kanadai albumslágerlista             | 7                 | Platinalemez | 100 000   |
| Német Media Control albumslágerlista | 21                |              |           |
| Olasz albumslágerlista               | 37                |              |           |
| Osztrák albumslágerlista             | 49                |              |           |
| Svájci albumslágerlista              | 34                |              |           |
| Svéd albumslágerlista                | 43                |              |           |
| Új-zélandi RIANZ albumslágerlista    | 50                |              |           |
| Nemzetközi egyesített slágerlista    | 3                 |              | 2 450 000 |